# Episodi de Il cuore di Cosette
La serie anime Il cuore di Cosette, adattamento del romanzo I miserabili di Victor Hugo, è stata prodotta nel 2007 dalla Nippon Animation in 52 episodi e ha segnato la riapertura del progetto World Masterpiece Theater (Sekai Meisaku Gekijo) dopo quasi dieci anni dalla sua sospensione. Gli episodi sono stati trasmessi in Giappone a partire dal 7 gennaio 2007 e in Italia dal 23 marzo 2010 sul canale Hiro.

## Episodi
| Nº | Titolo italiano Giapponese 「Kanji」 - Rōmaji - Traduzione letterale | In onda           | In onda        |
| Nº | Titolo italiano Giapponese 「Kanji」 - Rōmaji - Traduzione letterale | Giapponese        | Italiano       |
| 1  | Una separazione dolorosa 「ファンティーヌとコゼット」 - Fantine to Cosette – "Fantine e Cosette" | 7 gennaio 2007    | 23 marzo 2010  |
| 1  | Fantine è una ragazza madre che dopo essere stata abbandonata dal suo uomo e aver perduto il lavoro, vende tutti i suoi pochi averi e lascia Parigi con Cosette, la figlia di quattro anni, alla ricerca di una nuova occupazione. Purtroppo per una donna con una figlia in tenera età è difficile trovare lavoro e Fantine è costretta a lasciare temporaneamente Cosette presso i Thénardier, due locandieri della cittadina di Montfermeil, per poi recarsi a Montreuil-sur-Mer, dove c'è una grande fabbrica che avrebbe potuto assumerla. Qui incontra per caso il signor Madeleine, sindaco della città e proprietario della fabbrica, proprio quando l'uomo per salvare Alain, un ragazzino che aveva rubato una pagnotta, intercede per lui con il fornaio. |                   |                |
| 2  | Il segreto nascosto 「ジャン・ヴァルジャンの秘密」 - Jean Valjean no himitsu – "Il segreto di Jean Valjean" | 14 gennaio 2007   | 24 marzo 2010  |
| 2  | Fantine trova lavoro nella fabbrica del sig. Madeleine, ma non sa che Cosette è trattata quasi come una schiava dagli avidi locandieri. Alain dopo molte titubanze accetta il lavoro da fattorino che il sig. Madeleine gli ha offerto; non sa che Madeleine è in realtà Jean Valjean, che tanti anni prima aveva rubato anch'egli del pane per sfamare la sua famiglia e che per questo aveva scontato 19 anni di carcere. Jean, dopo essere stato aiutato dal vescovo Myriel era riuscito a cambiare vita, ma nasconde dentro di sé l'inconfessabile segreto delle sue oscure origini. Passano 3 anni e Cosette, che ormai ha sette anni, abita ancora presso i Thénardier. L'unico che le dà una mano e che è suo amico è Gavroche, il figlio minore dei locandieri che Cosette ha accudito fin da neonato come una sorella maggiore. Invece le due altre figlie dei Thénardier, così come gli stessi locandieri, la trattano sempre nel peggiore dei modi scaricando su di lei tutti i lavori più ingrati e punendola per un nonnulla. Intanto Alain è diventato il segretario del sindaco Madeleine; per il sindaco ha una grandissima ammirazione e con il suo lavoro riesce a mantenere onestamente i suoi fratelli. |                   |                |
| 3  | Un nuovo amico 「新しい友達・シュシュ」 - Atarashii tomodachi, Chouchou – "Un nuovo amico, Chouchou" | 21 gennaio 2007   | 25 marzo 2010  |
| 3  | A Montreuil-sur-Mer arriva Javert, il nuovo capo della polizia che da giovane era secondino nel carcere di Tolone, dove era rinchiuso Jean Valjean, un detenuto dalla forza incredibile e che una volta uscito aveva perpetrato i suoi crimini, facendo poi perdere le sue tracce. Quando Javert incontra per la prima volta il sindaco nota in lui un'incredibile somiglianza con Jean Valjean. Intanto Cosette assieme a Gavroche, porta di nascosto a casa Chouchou, un cagnolino randagio, ma la signora Thénardier scopre tutto e la bambina viene duramente presa a colpi di scopa fino a farla svenire. |                   |                |
| 4  | Una lettera da Fantine 「お母さんの手紙」 - Okasan no tegami – "Una lettera dalla mamma" | 28 gennaio 2007   | 26 marzo 2010  |
| 4  | È passato un altro anno. La madre di Cosette manda mensilmente dei soldi ai locandieri e Cosette vorrebbe sapere cosa c'è scritto nelle lettere allegate al denaro, ma i Thénardier non le riferiscono nulla e lei non sa leggere. In paese però è arrivato il nuovo parroco e forse qualcosa cambierà. |                   |                |
| 5  | Il bottone scomparso 「ジャヴェールの疑惑」 - Javert no Giwaku – "I sospetti di Javert" | 4 febbraio 2007   | 27 marzo 2010  |
| 5  | L'ispettore Javert comincia a sospettare del sindaco Madeleine da quando egli salva un carrettiere sollevando il carro che lo stava schiacciando solo con la forza delle sue braccia: infatti solo Jean Valjean, dalla forza smisurata, avrebbe potuto riuscire nell'impresa. Intanto Cosette comincia a imparare a leggere aiutata dal parroco del villaggio e un giorno un avventore della locanda le racconta di essere recentemente stato a Montreuil-sur-Mer, proprio dove lavora sua mamma, che lei non vede ormai da quattro anni. |                   |                |
| 6  | Il profumo dei ricordi 「コゼットの誕生日」 - Cosette no Tanjôbi – "Il compleanno di Cosette" | 11 febbraio 2007  | 28 marzo 2010  |
| 6  | Le compagne di lavoro di Fantine scoprono che lei ha una figlia segreta, la voce si sparge e la ragazza viene licenziata. Disperata tenta di parlare con il sindaco Madeleine, ma l'uomo in quel momento è troppo preoccupato per le indagini sempre più insistenti di Javert e non la riceve. I Thénardier intanto per spillare ancora più soldi a Fantine le fanno credere che Cosette è malata. Il parroco continua a insegnare a leggere e a scrivere a Cosette, perché la bambina spera di riuscire un giorno a scrivere una lettera alla madre per pregarla di portarla via di lì. Cosette compie otto anni e Fantine riesce a farle pervenire un sacchetto profumato di lavanda con un biglietto di auguri, e la bambina per la prima volta riesce a leggere quanto la madre le scrive. |                   |                |
| 7  | Un regalo per Cosette 「迷子のエポニーヌ」 - Maigo no Eponine – "La scomparsa di Éponine" | 18 febbraio 2007  | 29 marzo 2010  |
| 7  | Un avventore proveniente da Parigi racconta ad Azelma ed Éponine le meraviglie di quella città. I Thénardier non sono mai stati in altri luoghi e ascoltano rapiti questi racconti. Cosette ha invece qualche ricordo della sua vita felice a Parigi che aveva fatto con la madre quattro anni prima, ma quando osa rivelarlo, viene duramente punita. Éponine è gelosa del fatto che Cosette abbia avuto più esperienze di lei e scappa di casa per raggiungere Parigi, anche se la sua fuga dura un giorno soltanto. Intanto Fantine, senza lavoro e neppure i soldi per l'affitto, è costretta ad abbandonare il suo misero alloggio. |                   |                |
| 8  | Arriva l'inverno 「お母さんのスカート」 - Okaasan no skirt – "Il vestito della mamma" | 25 febbraio 2007  | 30 marzo 2010  |
| 8  | Gli avidi Thénardier chiedono a Fantine sempre più denaro adducendo varie scuse tra cui l'acquisto di un vestito invernale per Cosette. Fantine è costretta a vendere i propri capelli per comprare e spedire una calda gonna, che viene però data ad Azelma invece che alla legittima proprietaria. Intanto Fantine è costretta a vivere in una baracca in riva al fiume e lentamente precipita nella disperazione diventando l'ombra di sé stessa. In cuor suo sa che il colpevole delle sue sventure è il sindaco Madeleine che lei crede sia colui che l'ha licenziata dalla fabbrica. Quando il sindaco scopre la misera fine che sta facendo la ragazza la fa cercare da Alain, che però la trova proprio quando la polizia la sta arrestando. |                   |                |
| 9  | L'illusione di Fantine 「テナルディエの悪だくみ」 - Thernadier no akuda kumi – "La malvagità dei Thénardier" | 4 marzo 2007      | 31 marzo 2010  |
| 9  | Il sindaco Madeleine riesce a non fare rinchiudere in carcere Fantine e la porta a casa sua per curarla, ma la ragazza è talmente debilitata che probabilmente non le rimarrà molto da vivere. Viene mandato un emissario alla locanda dei Thénardier per prendere Cosette, ma i locandieri, intuendo la possibilità di lauti guadagni, chiedono la restituzione di oltre cinquecento franchi per debiti inesistenti di Fantine, rifiutandosi di consegnare la bambina. Intanto Javert comunica al sindaco l'avvenuta cattura di Jean Valjean, un vecchio riconosciuto come tale da molti testimoni: il processo si terrà l'indomani e la pena per il vecchio scambiato per lui sarà certamente il carcere a vita e Madeleine non sa cosa fare. |                   |                |
| 10 | Una scelta difficile 「迷いのマドレーヌ」 - Mayoi no Madeleine – "Il dubbio di Madeleine" | 11 marzo 2007     | 1º aprile 2010 |
| 10 | Dopo una lunga notte insonne, Madeleine decide di presenziare al processo del vecchio falsamente accusato di essere Jean Valjean. Al processo scagiona l'uomo autoaccusandosi di essere lui il ricercato, poi abbandona la sala prima di essere arrestato. Intanto Cosette e il parroco di Montfermeil scrivono una lettera a Fantine per avvertirla delle reali e terribili condizioni di vita della bambina, ma la missiva viene intercettata e distrutta dalla signora Thénardier. Fantine, accudita giorno e notte da Alain e da suor Simplice è gravemente malata e solo la speranza di riabbracciare la figlia continua a mantenerla in vita. |                   |                |
| 11 | La prima menzogna 「サンプリスの嘘」 - Simplice no uso – "La bugia di Simplice" | 18 marzo 2007     | 2 aprile 2010  |
| 11 | Jean Valjean, alias Madeleine ritorna a casa, ma mentre sta per ripartire di nuovo per andare a prendere Cosette, viene arrestato da Javert tra lo sgomento di Alain, suor Simplice e Fantine, che per lo shock dà fondo alle sue ultime risorse e muore. Nottetempo il sindaco riesce a evadere di prigione e si rifugia a casa sua. Javert irrompe nella casa per arrestarlo di nuovo, ma suor Simplice, nota per avere sempre detto la verità nella sua vita anche a scapito delle conseguenze, per la prima volta mente, orgogliosa di farlo, dicendo a Javert che Madeleine dopo il suo arresto non si era fatto più rivedere. Dopo che Javert se ne è andato, anche Jean Valjean parte per andare alla locanda dei Thénardier. |                   |                |
| 12 | Cosette resta sola 「ひとりぼっちのコゼット」 - Hitoribocchi no Cosette – "Cosette resta sola" | 25 marzo 2007     | 3 aprile 2010  |
| 12 | Jean Valjean raggiunge nottetempo Montfermeil. È la vigilia di Natale, ma per colpa di Azelma ed Éponine che hanno rovesciato l'acqua della cucina, Cosette è costretta ad andare al fiume a prenderne un secchio. Ed è proprio lì che incontra per la prima volta Jean Valjean, che capisce subito chi è e che le dà una mano a portare il pesante secchio. |                   |                |
| 13 | Cosette e il nuovo amico 「ジャン・ヴァルジャンとコゼット」 - Jean Valjean to Cosette – "Jean Valjean e Cosette" | 1º aprile 2007    | 4 aprile 2010  |
| 13 | Jean Valjean prende alloggio alla locanda, e si rende subito conto delle misere condizioni di vita di Cosette. La mattina seguente vorrebbe prenderla con sé, ma il signor Thénardier pretende ben 1500 franchi per cedergliela. A quel punto Jean Valjean mostra una lettera firmata da Fantine che chiede che la bambina sia consegnata al latore della lettera stessa e Thénardier non può fare altro che lasciar partire l'uomo con Cosette. |                   |                |
| 14 | Cosette conosce la verità 「二人きりの旅」 - Futarikiri no tabi – "Il loro viaggio solitario" | 8 aprile 2007     | 5 aprile 2010  |
| 14 | Jean Valjean si dirige verso Parigi con Cosette, con mezzi di fortuna e attraversando strade poco frequentate. Sa di essere inseguito da Javert e che solo rifugiandosi in una grande città avrebbe potuto ritornare nell'anonimato. Durante il viaggio Jean Valjean confessa alla bambina la triste verità: non potrà più riabbracciare la madre, che però ha pensato a lei fino alla fine. Ormai l'unico scopo di colui che era stato il sindaco di Montreuil-sur-Mer, è di tenere fede alla promessa fatta a Fantine in punto di morte, proteggere Cosette anche a costo della propria vita. |                   |                |
| 15 | La forza dell'affetto 「二人の絆」 - Ninin no kizuna – "Due legami" | 15 aprile 2007    | 6 aprile 2010  |
| 15 | Anche Javert sospetta che Jean Valjean sia diretto a Parigi e blocca tutte le strade che portano alla capitale. Jean Valjean si accorge di essere braccato e per un istante contempla l'idea di rimandare Cosette a Montreuil-sur-Mer da suor Simplice, ma si rende presto conto che ormai non sta tenendo soltanto fede a una promessa fatta alla madre: ora che Cosette ha perduto tutti coloro che le volevano bene, le rimane solo lui, che sta cominciando ad amare la bambina come una figlia e che non può più abbandonarla. |                   |                |
| 16 | Finalmente a Parigi 「パリのゴルボー屋敷」 - Paris no Gorbeau yashiki – "Casa Gorbeau a Parigi" | 22 aprile 2007    | 7 aprile 2010  |
| 16 | Jean Valjean e Cosette arrivano a Parigi e alloggiano in una misera stanza alla periferia della città. È un breve periodo di pace per Jean Valjean che passa il tempo a insegnare a leggere e a scrivere a Cosette, dopo averle chiesto di chiamarlo "papà". Un giorno, durante la visita ai Giardini del Lussemburgo, Cosette ricorda improvvisamente di quando la madre la portava in quegli stessi luoghi tanti anni prima e finalmente si rende intimamente conto che la madre è morta e che non la potrà più rivedere. Intanto la padrona di casa di Jean Valjean comincia a sospettare di lui e a Javert è stato assegnato il preciso compito di ritrovarlo e catturarlo. |                   |                |
| 17 | La scoperta 「迫り来るジャヴェール」 - Semari kuru Javert – "Javert si avvicina" | 29 aprile 2007    | 8 aprile 2010  |
| 17 | Ormai è primavera e in tutti questi mesi Jean Valjean ha condotto una vita guardinga, uscendo di casa con Cosette solamente la sera. Ma tutte le strategie hanno un punto debole perché Jean Valjean ha l'abitudine di recarsi in chiesa e fare l'elemosina ai mendicanti che stazionano nelle strade vicine. Javert segue quella traccia e arriva a scoprire la sua abitazione e una sera circonda la casa, ma fortunatamente Jean Valjean si accorge della cosa e fugge con Cosette calandosi da una finestra sul retro. L'inseguimento ha inizio e solo l'enorme forza fisica dell'uomo, che è costretto a prendere in braccio Cosette per correre più velocemente, può avere ragione degli inseguitori, ma tutto sembra inutile quando Jean Valjean imbocca un vicolo cieco. |                   |                |
| 18 | Un incontro inaspettato 「忘れていた再会」 - Wasureteita saikai – "Incontro inaspettato" | 6 maggio 2007     | 9 aprile 2010  |
| 18 | Con l'aiuto di una provvidenziale corda, Jean Valjean e Cosette superano l'alto muro che chiude il vicolo, per scoprire di essere finiti all'interno di un convento, al cui interno trovano papà Fauchelevent, il vecchio carrettiere a cui l'allora sindaco di Montreuil-sur-Mer aveva salvato la vita e che ora lavora come giardiniere. Il convento viene circondato dalla polizia, che però non può entrare. Papà Fauchelevent, eternamente grato a Jean Valjean, propone di convincere la Madre Superiora a farlo alloggiare assieme a Cosette nel convento, ma per fare questo occorre che i due vi escano e vi rientrino ufficialmente. Se fare uscire di nascosto dal convento Cosette, piccola com'è, è abbastanza semplice, il problema è Jean Valjean, che Fauchelevent pensa di nascondere nella bara destinata a suor Crocefissione, morta proprio quel giorno. |                   |                |
| 19 | Un'impresa rischiosa 「預けられたコゼット」 - Adukerareta Cosette – "Cosette è lasciata in custodia" | 13 maggio 2007    | 10 aprile 2010 |
| 19 | Papà Fauchelevent mette Cosette in una cesta che riempie poi di mele e con questo sotterfugio riesce a farla uscire dal convento per portarla da una fruttivendola sua amica. Poi mette Jean Valjean nella bara destinata alla suora (che contrariamente alle leggi introdotte da Napoleone desiderava farsi seppellire nel convento) e la trasporta al cimitero alla periferia della città. La sera dopo qualche contrattempo Jean Valjean raggiunge il negozio della fruttivendola e può così riabbracciare sua "figlia" Cosette. |                   |                |
| 20 | Cosette e il flauto 「修道院の日々」 - Shuudouin no hibi – "I giorni al monastero" | 20 maggio 2007    | 11 aprile 2010 |
| 20 | Cosette e Jean Valjean si introducono di nuovo nel monastero con l'aiuto di Fauchelevent, che presenta alla Madre Superiora l'uomo come suo fratello. Jean Valjean viene assunto come giardiniere e Cosette comincia a frequentare la scuola del convento assieme a tutte le altre allieve. Ha così inizio un altro periodo spensierato per la bambina che alterna la sua vita tra la scuola, i giochi con le sue compagne e le visite al "padre" di solamente un'ora al giorno. Uno dei giochi preferiti delle ragazze è appoggiare l'orecchio all'alto muro di cinta per ascoltare le voci provenienti dall'altra parte e immaginarsi una vita che loro non possono vivere. Nessuna di loro lo ammette apertamente (è peccato) ma tutte sono forse in attesa del "principe azzurro" che un giorno arrivi e le porti via di lì. Passano così cinque anni e Cosette, ormai quattordicenne, ora fa la precettrice delle nuove piccole allieve. Anche loro fanno "il gioco del muro" come lei da piccola, ma anche Cosette forse sta ancora aspettando l'arrivo del suo "principe azzurro"... |                   |                |
| 21 | La storia di Marius 「マリウス・ポンメルシー」 - Cosette to Marius – "Cosette e Marius" | 27 maggio 2007    | 12 aprile 2010 |
| 21 | Entra in scena un nuovo personaggio. Marius Pontmercy è un giovane di buona famiglia allevato dal nonno materno, che ha sempre vissuto nella convinzione che il padre l'abbia abbandonato e covando quindi un forte risentimento verso di lui. Ma la morte del padre gli apre finalmente gli occhi e comincia a capire veramente il subdolo comportamento del nonno, vecchio monarchico nostalgico dell'Ancien Régime, da sempre in contrasto con le idee del padre e che non ha esitato a mettere anche il figlio contro di lui. Resosi conto di ciò, Marius abbandona la casa del nonno e va alla ricerca di Thénardier, che durante la battaglia di Waterloo aveva salvato la vita al padre. Intanto nel convento Jean Valjean comincia a rendersi conto che Cosette sta diventando una donna e si interroga sul suo futuro e se sia giusto che lei rimanga relegata dal mondo esterno. |                   |                |
| 22 | Una nuova vita per Cosette 「それぞれの旅立ち」 - Sorezore no tabidachi – "In viaggio" | 3 giugno 2007     | 13 aprile 2010 |
| 22 | Marius ritorna a Parigi dopo aver scoperto che Thénardier con tutta la famiglia era fuggito da Montfermeil, oberato dai debiti e si era reso irreperibile. Incomincia così la sua nuova vita andando ad abitare in una piccola stanza in affitto e continuando i suoi studi di giurisprudenza, rifiutando però ogni offerta di aiuto economico del nonno. Passa così il tempo e un triste giorno Fauchelevent muore, lasciando Jean Valjean libero da ogni vincolo di riconoscenza verso il suo benefattore: decide così di lasciare il convento con Cosette, che aveva diritto di vivere una vita piena e non da reclusa. Sono passati ormai 6 anni da quando erano entrati nel convento per sfuggire a Javert e Cosette ha quindici anni quando varca la soglia del convento di clausura e rientra di nuovo nel mondo. |                   |                |
| 23 | Sotto il cielo di Parigi 「パリの空の下で」 - Paris no sora no shita de – "Sotto il cielo di Parigi" | 10 giugno 2007    | 14 aprile 2010 |
| 23 | Marius vuole mantenersi da solo agli studi, ha trovato un lavoro come traduttore ma i soldi non bastano mai. Decide così di cambiare alloggio, trovando un appartamento alla periferia di Parigi, malandato ma molto economico. Lui non lo sa ancora, ma nel medesimo condominio abita proprio quel Thénardier che ha tanto cercato e che ora è caduto in miseria e vive di espedienti con la sua famiglia. Éponine si accorge subito del nuovo coinquilino, ne è molto incuriosita e comincia a osservarlo attentamente accorgendosi subito che nonostante viva in un misero appartamento appartiene a una classe differente dalla sua. Intanto Cosette e Jean Valjean trovano alloggio in un appartamento dignitoso e la ragazza piano piano comincia a riscoprire la città e il mondo che per tanto tempo le era stato precluso. Dopo sei anni il destino si è rimesso in moto e tutti i protagonisti della storia sono destinati prima o poi a rincontrarsi. |                   |                |
| 24 | Prime passioni 「リュクサンブールの出会い」 - Luxembourg no deai – "L'incontro del Lussemburgo" | 17 giugno 2007    | 15 aprile 2010 |
| 24 | A Parigi, a causa della crisi economica, ci sono sempre più poveri e Jean Valjean e Cosette passano le giornate a distribuire pane ai bambini affamati. È una goccia nel mare, ma Jean Valjean sa che ogni giorno che i bambini potranno sfamarsi eviteranno di rubare per procurarsi il cibo. Tutti i pomeriggi Cosette col padre va ai Giardini del Lussemburgo e un giorno è proprio lì che incontra Marius. I due giovani si vedono solo per pochi istanti, ma è un colpo di fulmine. Da quel giorno Cosette, quando va col padre ai giardini, è osservata da lontano da Marius, che per l'enorme timidezza non osa fare di più che scambiare sguardi furtivi con la ragazza. Intanto il signor Thénardier ha deciso di cambiare vita e di fare un grosso colpo e per questo comincia ad avere rapporti con la malavita parigina e pensa di coinvolgere anche le figlie, loro malgrado. |                   |                |
| 25 | Incertezze d'amore 「届かぬ思い」 - Todokanu omoi – "Pensieri non ricevuti" | 24 giugno 2007    | 16 aprile 2010 |
| 25 | Cosette e Marius continuano a vedersi ogni giorno quando la ragazza va al parco con il padre. Jean Valjean si rende conto che la figlia è diventata un po' taciturna, me non si accorge che è semplicemente innamorata. Anche Éponine è innamorata di Marius e comincia a seguirlo di nascosto. Marius crede che Cosette si chiami Ursula, dalle iniziali U.F. su un fazzoletto che Cosette "dimentica" sulla panchina e chiede informazioni su di lei e su suo padre al portinaio dello stabile dove abitano. Quando Jean Valjean viene a sapere la cosa, per paura che il giovane sia una spia di Javert si affretta a traslocare. |                   |                |
| 26 | Destini incrociati 「パリのすれちがい」 - Paris no surechigai – "Incontro mancato a Parigi" | 1º luglio 2007    | 17 aprile 2010 |
| 26 | Cosette non capisce il motivo del trasloco repentino e diventa sempre più triste perché non ha più occasione di andare ai Giardini del Lussemburgo. Anche Marius è sempre più disperato per non vedere più "Ursula", la ragazza di cui è innamorato e non bastano né il vino né gli amici (il "Circolo dell'ABC", un gruppo di rivoluzionari repubblicani che da qualche tempo frequenta) a fargliela dimenticare. La governante di Cosette e di Jean Valjean però capisce tutto e quando un giorno passando per i giardini vede un ragazzo dallo sguardo desolato con in mano un tagete, fiore che anche Cosette ama, capisce che deve avvisare la ragazza. Quando però Cosette arriva al parco dopo una corsa forsennata e di nascosto dal padre, Marius è già andato via. |                   |                |
| 27 | Una bambina in fuga 「飛び出した女の子」 - Tobidashi ta onnanoko – "La bambina scomparsa" | 8 luglio 2007     | 18 aprile 2010 |
| 27 | In chiesa Cosette incontra Rosaline, una donna che ha una storia da raccontare simile alla sua: aveva affidato la figlia Polette di cinque anni a una persona di fiducia per poter trovare un lavoro e ripassarla poi a riprendere, ma dopo un anno la bambina era fuggita. Cosette e il padre si mettono alla ricerca della bambina senza sapere che anche Marius e i suoi amici, per motivi diversi, stanno facendo altrettanto. Alla fine la bambina viene ritrovata, ma Marius non si rende conto che la ragazza che li ha aiutati nella ricerca non è altro che "Ursula", la donna di cui è innamorato. |                   |                |
| 28 | Le lettere smarrite 「拾われた手紙」 - Hirowareta tegami – "Le lettere ritrovate" | 15 luglio 2007    | 19 aprile 2010 |
| 28 | Sono passati sei mesi, ormai è inverno inoltrato e solo ora Marius sta cominciando a riaversi dalle pene d'amore aiutato anche dagli amici del "Circolo dell'ABC". I Thénardier nell'appartamento accanto fanno piccole truffe ai danni delle persone più abbienti, spacciandosi per persone famose cadute in miseria. Anche Jean Valjean, che non sa con chi ha a che fare, viene invitato alla loro misera casa. Il signor Thénardier per rendere se possibile ancora più pietoso lo stato della sua abitazione, non esita a rovinare i pochi mobili che possiede e a far rompere il vetro della finestra ad Azelma. Marius vede tutta la scena da un buco nella parete e quando arriva Jean Valjean accompagnato dalla figlia, riconosce in lei la ragazza di cui è innamorato e che credeva di aver perduto per sempre. |                   |                |
| 29 | Pericolo in agguato 「テナルディエの罠」 - Thenardier no wana – "La trappola di Thénardier" | 22 luglio 2007    | 20 aprile 2010 |
| 29 | Thénardier ha riconosciuto Jean Valjean e con un sotterfugio, lo convince a ritornare il giorno dopo con 60 franchi. Mentre Cosette e Jean Valjean ritornano a casa, la ragazza dice al padre di essere preoccupata, perché le è parso di riconoscere Thénardier, ma suo padre non dà peso all'avvertimento. Intanto Marius, che ha visto di nascosto la truffa, va alla polizia a denunciare il fatto e Javert prepara una trappola per l'ex locandiere. Anche Thénardier sta preparando una trappola: in combutta con la banda dei famigerati Patron-Minette pensa di costringere con la forza Jean Valjean a consegnargli almeno 5000 franchi. |                   |                |
| 30 | In fuga 「残されたコイン」 - Nokosareta koin – "La moneta rimasta" | 29 luglio 2007    | 21 aprile 2010 |
| 30 | Jean Valjean cade nella trappola di Thénardier: Marius dal buco nel muro vede la scena e scoprendo la vera identità del vicino di casa, che in passato aveva salvato la vita al padre, non sa cosa fare. Quando la polizia fa irruzione nella casa e arresta la famiglia Thénardier e i criminali di Patron-Minette presenti, Jean Valjean approfitta della confusione e scappa lanciandosi dalla finestra. Éponine è l'unica che sfugge alla cattura. |                   |                |
| 31 | Giorni sereni 「穏やかなプリュメ通り」 - Odayaka na Plumet doori – "La quiete di Rue Plumet" | 5 agosto 2007     | 22 aprile 2010 |
| 31 | Jean Valjean è estremamente provato dall'avventura e passa molti giorni febbricitante a letto, accudito dall'amorevole Cosette che ha un enorme debito di riconoscenza nei suoi confronti e che rimane sempre accanto al suo letto. Intanto Marius si rende conto che il destino gli aveva fatto di nuovo incontrare "Ursula", ma che lui l'ha persa di nuovo di vista, mentre sua zia tenta di riallacciare di nuovo i rapporti con lui, ma inutilmente. |                   |                |
| 32 | La lunga ombra del passato 「あの日の面影」 - Ano hi no omokage – "I ricordi del passato" | 12 agosto 2007    | 23 aprile 2010 |
| 32 | Tutta la famiglia Thénardier è rinchiusa in carcere, tranne Éponine che è sfuggita alla cattura. La ragazza è segretamente innamorata di Marius, ma lui ha cambiato casa e lei fatica non poco a ritrovarlo. Marius è disperato per aver di nuovo perso di vista "Ursula" e chiede a Éponine di aiutarlo a ritrovarla. La ragazza conosce la chiesa frequentata da Jean Valjean e da sua figlia: vi si reca proprio quando Cosette sta uscendo e la segue di nascosto fino a casa. Ed è a quel punto che si rende conto che quella bellissima ragazza bionda non è altro che la piccola Cosette, la sguattera che lavorava tanti anni prima a casa sua. Anche se farlo le spezza il cuore, rivela comunque a Marius l'indirizzo della casa. |                   |                |
| 33 | L'ombra misteriosa 「あきらめかけた再会」 - Akirame kaketa saikai – "Altre rinunce" | 19 agosto 2007    | 24 aprile 2010 |
| 33 | Marius riesce a far pervenire una lettera a Cosette e una notte finalmente i due ragazzi si incontrano di nascosto nel giardino della casa di Jean Valjean. Intanto la situazione di Éponine è sempre più disperata: è senza soldi e affamata, ma si rifiuta di cedere alle richieste di collaborazione di Montparnasse, l'unico componente dei Patron-Minette ancora in libertà, che sta preparando l'evasione di suo padre e degli altri membri della banda. |                   |                |
| 34 | Un elefante come rifugio 「象の中の子供たち」 - Zou no naka no kodomotachi – "I bambini nell'elefante" | 26 agosto 2007    | 25 aprile 2010 |
| 34 | Anche Gavroche è a Parigi e ha trovato rifugio in un vecchio monumento abbandonato a forma di elefante che risale ai tempi di Napoleone, dove dà ospitalità anche ad altri bambini abbandonati e affamati come lui. Montparnasse lo contatta per collaborare all'evasione del padre, ma anche lui rifiuta. Mentre si assiste alla lenta caduta all'inferno di Éponine, sola, affamata e senza un rifugio, che si strugge d'amore per Marius, questi ha preso l'abitudine di incontrarsi nottetempo di nascosto con Cosette nel giardino della casa della ragazza, la quale gli racconta tutta la sua storia. |                   |                |
| 35 | L'evasione 「パトロン・ミネットの脱獄」 - Patron-Minette no datsugoku – "L'evasione dei Patron-Minette" | 2 settembre 2007  | 26 aprile 2010 |
| 35 | A Parigi, mentre le persone facoltose continuano a vivere dissolutamente, il colera sta contagiando la popolazione più povera. Tra la povera gente si comincia a parlare di rivolta, che sta per essere organizzata dai membri del "Circolo dell'ABC" assieme ad altre associazioni clandestine. In città cominciano a circolare molte armi e Javert e i suoi gendarmi eseguono i primi arresti. Proprio in quei giorni Thénardier e i Patron-Minette riescono a fuggire di prigione e cominciano a organizzare un furto in una villa, senza sospettare che si tratta proprio della casa di Cosette. |                   |                |
| 36 | Parigi soffre 「病める都・パリ」 - Yameru to. Pari – "I malati di Parigi" | 9 settembre 2007  | 27 aprile 2010 |
| 36 | Il colera si diffonde sempre più e la popolazione è in fermento. Éponine scopre i piani dei Patron-Minette ed è combattuta tra l'avvisare il padre di Cosette o aiutare il padre, visto che dopo tanti anni porta ancora rancore verso Cosette che oltretutto le ha portato via l'uomo che ama, ma alla fine avverte Jean Valjean, che quindi riesce a sventare il colpo. L'uomo però si rende conto che restare a Parigi con i Patron-Minette di nuovo liberi e Javert che lo sta ancora cercando, è diventato pericoloso sia per sé, ma soprattutto per Cosette che lui ha giurato di proteggere a ogni costo, quindi pensa di trasferirsi in Inghilterra. |                   |                |
| 37 | Un incontro amaro 「マリウスの誤算」 - Marius no gosan – "L'errore di Marius" | 16 settembre 2007 | 28 aprile 2010 |
| 37 | Marius e Cosette sono sconvolti e disperati dalla notizia del trasloco in Inghilterra che avverrà di lì a una settimana. Il ragazzo gioca l'ultima carta: va a chiedere il permesso a suo nonno di sposare Cosette, ma la richiesta le viene rifiutata con parole di scherno. Intanto a Parigi si prepara la rivolta. |                   |                |
| 38 | Vecchi rancori 「コゼットとエポニーヌ」 - Cosette to Eponine – "Cosette e Éponine" | 23 settembre 2007 | 29 aprile 2010 |
| 38 | Jean Valjean decide di anticipare la partenza quel giorno stesso. Prima di partire Cosette incontra Éponine, penetrata nel suo cortile. Le due ragazze si parlano ed esprimono il loro odio reciproco anche se ormai mitigato dagli anni. Éponine confessa di aver sempre detestato Cosette perché nonostante fosse maltrattata e senza cibo, lei poteva contare sull'affetto di Fantine, mentre Éponine non si sentiva altrettanto amata dalla madre. Intanto in città arriva la notizia che il generale Lamarque, l'unico che stava garantendo un dialogo tra il popolo e la nobiltà era morto e che i funerali si sarebbero svolti l'indomani. |                   |                |
| 39 | Vento di rivoluzione 「1832年6月5日」 - 1832 nen 6 tsuki 5 nichi – "5 giugno 1832" | 30 settembre 2007 | 30 aprile 2010 |
| 39 | È il 5 giugno 1832, il giorno del funerale del generale Lamarque e la città pullula di gendarmi. La folla è in fermento e basta una scintilla a fare scoppiare la rivolta. I ragazzi del "Circolo dell'ABC" innalzano una barricata con l'aiuto di Gavroche. Marius è in ritardo perché ha passato la notte a cercare Cosette, partita improvvisamente senza lasciargli un messaggio. In realtà la ragazza gli aveva lasciato una lettera con il suo nuovo indirizzo in Inghilterra, ma Éponine di nascosto l'aveva sottratta perché non poteva permettere che Cosette e Marius (che amava) si rincontrassero. |                   |                |
| 40 | La notte della rivoluzione 「革命の夜」 - Kakumei no yoru – "La notte della rivoluzione" | 7 ottobre 2007    | 1º maggio 2010 |
| 40 | Jean Valjean e Cosette si sono trasferiti temporaneamente in un appartamento in attesa di partire definitivamente per l'Inghilterra. Mentre Cosette per sicurezza sta a casa, Jean Valjean si aggira in città per constatare quale sia la situazione. Scende la sera, a Parigi sono state erette decine di barricate e cominciano gli scontri a fuoco tra i rivoltosi e i gendarmi, che non esitano a sparare su cittadini inermi e a ucciderli. Quando la barricata del "Circolo dell'ABC" sta per essere invasa dalla polizia, Marius minaccia di farsi saltare in aria con un barilotto di polvere da sparo e provocare una strage tra i gendarmi, che a quel punto si ritirano. |                   |                |
| 41 | Un grande amore 「エポニーヌの恋」 - Eponinu no koi – "L'amore di Éponine" | 14 ottobre 2007   | 2 maggio 2010  |
| 41 | Cala la notte e gli scontri a fuoco cessano. Éponine osserva di nascosto gli avvenimenti e quando si accorge che un gendarme sta tendendo un agguato a Marius, si interpone tra i due e rimane colpita a morte. La ragazza muore tra le braccia di Marius dopo avergli confessato il suo amore e avergli dato la lettera che Cosette gli aveva scritto e che lei aveva sottratto. Intanto Jean Valjean intravede parte di una lettera che Cosette aveva scritto a Marius rimasta impressa in negativo sul tampone dell'inchiostro e finalmente capisce il motivo della riluttanza che la ragazza aveva mostrato nel dover lasciare Parigi. Si rende conto che quella che per lui era ancora la piccola Cosette, era diventata ormai una donna e si era innamorata. |                   |                |
| 42 | Jean Valjean e Javert 「マリウスからの手紙」 - Marius kara no tegami – "La lettera di Marius" | 21 ottobre 2007   | 3 maggio 2010  |
| 42 | Marius scrive una lettera per Cosette e incarica Gavroche di andare a consegnarla, sperando così che il ragazzino se ne vada dalla barricata che la mattina seguente sarebbe diventata molto pericolosa. Jean Valjean è ancora sveglio e quando gli viene consegnata la lettera per Cosette, la legge e finalmente conosce l'identità dell'uomo di cui la figlia è innamorata. Decide di andare anche lui alla barricata per vedere la situazione e per proteggere il ragazzo: non può infatti permettere che la figlia soffra ancora per la perdita di una persona cara. Intanto alla barricata viene catturato e immobilizzato Javert, che si aggirava alla scoperta di informazioni. Quando Jean Valjean arriva alla barricata, i due si incontrano e si riconoscono. |                   |                |
| 43 | Il piccolo eroe 「ガヴローシュの願い」 - Gavroche no negai – "Il desiderio di Gavroche" | 28 ottobre 2007   | 4 maggio 2010  |
| 43 | È mattina, Jean Valjean non è ancora ritornato a casa e Cosette esce di nascosto a cercarlo. Jean Valjean è sulla barricata assieme a Marius e agli altri del "Circolo dell'ABC", sono attaccati in forze dai soldati e stanno esaurendo le munizioni. Gavroche si muove allo scoperto per prendere le pallotole dai soldati morti, ma viene colpito gravemente. Il cane Shoushou "sente" che al suo padroncino è successo qualcosa di terribile, accorre e lo trascina fuori dalla linea del fuoco. Intanto sopraggiunge Cosette che riconosce il suo vecchio cane e Gavroche, che non aveva più visti da circa nove anni. |                   |                |
| 44 | La fiamma della speranza 「未来へのともしび」 - Mirai he no tomoshibi – "La Luce del futuro" | 4 novembre 2007   | 5 maggio 2010  |
| 44 | Alla barricata i ragazzi decidono di giustiziare Javert. Se ne incarica Jean Valjean che di nascosto lo libera e lo fa fuggire, non senza l'incredulità dell'ispettore, fino ad allora convinto che un criminale non possa mai cambiare. L'esercito assalta la barricata e nonostante gli sforzi di Jean Valjean per organizzare la resistenza tutti i membri del "Circolo dell'ABC" vengono uccisi. Si salvano soltanto Jean Valjean e Marius ferito a una spalla, e solo la forza smisurata del padre di Cosette che fugge di corsa trasportando il ragazzo esanime, permette ai due di scampare alla rappresaglia dei soldati. |                   |                |
| 45 | Le fogne di Parigi 「パリの下水道」 - Paris no gesuidou – "Le fogne di Parigi" | 11 novembre 2007  | 6 maggio 2010  |
| 45 | Cosette si precipita in quello che rimane della barricata e vi trova decine di cadaveri. Cerca disperata il padre e Marius e non trovandoli spera che siano ancora vivi. Intanto Jean Valjean con Marius sulle spalle, fugge correndo per le fogne di Parigi inseguito dai soldati. Arriva a un cancello chiuso da un lucchetto e viene aiutato ad aprirlo da Thénardier che si sta nascondendo anch'egli nelle fogne, e che non riconoscendolo gli racconta la vera storia del presunto salvataggio del padre di Marius. Jean Valjean esce finalmente all'aperto, ma trova Javert ad aspettarlo. |                   |                |
| 46 | I rimorsi di Javert 「ジャヴェールの正義」 - Javert no masayoshi – "La giustizia di Javert" | 18 novembre 2007  | 7 maggio 2010  |
| 46 | Jean Valjean si arrende a Javert, ma gli chiede di poter riportare Marius a casa del nonno per poterlo curare e di tornare a casa sua per poter dire addio alla figlia. Durante il viaggio in carrozza Jean Valjean racconta tutta la sua storia a Javert e questo incrina nel poliziotto tutte le sue certezze sul fatto che un uomo non possa mai cambiare. Jean Valjean sale in casa, saluta per l'ultima volta Cosette e le dice che Marius è salvo, poi ritorna in strada per mantenere fede alla parola data a Javert, ma la carrozza con l'ispettore è andata via senza aspettarlo. Il giorno dopo l'ispettore scrive un rapporto comunicando che Jean Valjean era morto negli scontri con l'esercito del giorno prima, mettendo quindi la parola fine alla sua ricerca che durava ormai da 17 anni. |                   |                |
| 47 | L'ultimo addio 「心の絆」 - Kokoro no kizuna – "Il legame" | 25 novembre 2007  | 8 maggio 2010  |
| 47 | Lentamente la vita ricomincia, Marius si riprende dalla brutta ferita e Cosette segue i suoi progressi da lontano, chiedendo informazioni alla servitù del nonno del ragazzo, mentre quotidianamente porta le bende per le medicazioni che cuce lei stessa. Al nonno di Marius non sfugge la cosa e finalmente acconsente che la ragazza veda il nipote. Marius convince Cosette a portarlo nei luoghi della barricata, dove sono morti tutti i suoi compagni e lì capisce che se è ancora vivo è perché i membri del "Circolo dell'ABC" gli hanno affidato il futuro: portare avanti gli ideali della rivoluzione. |                   |                |
| 48 | Finalmente la felicità 「コゼットとマリウス」 - Cosette to Marius – "Cosette e Marius" | 2 dicembre 2007   | 9 maggio 2010  |
| 48 | Marius finirà presto gli studi di giurisprudenza e ha deciso che collaborerà agli sforzi del padre di Cosette offrendo ai più poveri quella tutela legale che è loro negata, sia per la miseria sia per l'ignoranza delle leggi. Chiede quindi a Cosette di sposarlo e di lì a poco assieme al nonno fanno a casa di Cosette una piccola festa di fidanzamento. Resta un dubbio: chi ha salvato Marius da sicura morte nella notte della rivoluzione? Nonostante i due ragazzi pensino sia stato Jean Valjean, lui nega, perché ha paura che la figlia, indagando meglio (quella notte era presente anche Javert), possa scoprire il suo passato. Ormai però potrebbe essere arrivato il momento di raccontarle tutto. |                   |                |
| 49 | Mia madre 「私のお母さん」 - Watashi no okaasan – "Mia madre" | 9 dicembre 2007   | 10 maggio 2010 |
| 49 | Ormai l'autunno sta finendo e Cosette decide di ritornare a Montfermeil per poi recarsi a Montreuil-sur-Mer in modo da visitare i luoghi della sua infanzia e degli ultimi anni di vita della madre. A Montreuil-sur-Mer scopre che il padre, di cui lei non conosce nulla del passato, è benvoluto da tutti i cittadini e una volta era stato addirittura sindaco della cittadina. Inoltre aveva fatto costruire un asilo per i bambini delle lavoratrici della fabbrica che si chiamava "Casa di Fantine e Cosette". Suor Simplice racconta alla ragazza tutto il calvario che Fantine aveva dovuto sopportare e alla fine della giornata davanti alla sua tomba Cosette annuncia alla madre che di lì a qualche mese si sarebbe sposata. |                   |                |
| 50 | Un'eterna promessa d'amore 「永遠のリング」 - Eien no ring – "Un anello per l'eternità" | 16 dicembre 2007  | 11 maggio 2010 |
| 50 | Marius ha dato l'ultimo esame all'università e la scuola per i bambini poveri, che Jean Valjean aveva tanto voluto, è ormai una realtà. Finalmente il grande giorno è arrivato e Cosette e Marius si sposano. Jean Valjean è combattuto se rivelare il suo passato a Cosette, poi alla fine si decide e racconta la sua storia a Marius. |                   |                |
| 51 | La verità svelata 「明かされた真実」 - Akasareta shinjitsu – "La verità svelata" | 23 dicembre 2007  | 12 maggio 2010 |
| 51 | Ormai il compito che Jean Valjean si era dato, mantenere la promessa fatta a Fantine di proteggere Cosette, è terminato. Dopo aver rivelato il suo passato a Marius se ne va da Parigi per ritirarsi in uno sperduto villaggio di contadini e sono vani gli sforzi di Marius e di Cosette di rintracciarlo. Thénardier tenta di ricattare Marius con la rivelazione dell'oscuro passato del suocero, ma viene arrestato da Javert. Il ragazzo però ha così la conferma che a salvargli la vita la notte della rivoluzione è stato proprio il padre di Cosette. |                   |                |
| 52 | Il senso di una vita 「銀の燭台」 - Gin no shokudai – "Il candeliere d'argento" | 30 dicembre 2007  | 13 maggio 2010 |
| 52 | È il 1834 ed è passato ormai un anno dagli ultimi avvenimenti, quando Jean Valjean manda una lettera a Cosette rivelandole il luogo dove si era ritirato. Quando Cosette e Marius arrivano nello sperduto villaggio in cui ora abita, trovano Jean Valjean gravemente malato e prossimo alla morte. L'uomo ha finalmente il coraggio di confessare alla figlia il suo passato, poi le fa dono del candeliere d'argento che il vescovo Myriel gli aveva dato tanti anni prima per "comprare la sua anima" e volgerla al bene, e le raccomanda di passarlo ai figli e ai nipoti, di generazione in generazione. A quel punto il suo compito terreno è terminato e può spegnersi serenamente. Al termine dell'episodio viene mostrata una scena ambientata pochi anni dopo che riprende quella dell'inizio dell'anime, che vede, al posto di Fantine e Cosette, Cosette e sua figlia. |                   |                |